# Garth Owen-Smith
Garth Owen-Smith (22 de fevereiro de 1944 – 11 de abril de 2020) foi um ambientalista sul-africano-namibiano. Ele recebeu o Prémio Ambiental Goldman em 1993, juntamente com Margaret Jacobsohn, pelos seus esforços na conservação da vida selvagem na Namíbia, onde a caça ilegal ameaçava espécies como elefantes, leões e rinocerontes negros.